# Dennis Harold De Jong
Dennis Harold De Jong (* 2. Mai 1931 in Chipata; † 17. September 2003) war Bischof von Ndola.

## Leben
Dennis Harold De Jong empfing am 20. Dezember 1958 die Priesterweihe.
Papst Paul VI. ernannte ihn am 10. Juli 1975 zum Bischof von Ndola. Der Apostolische Pro-Nuntius in Malawi und Sambia, Luciano Angeloni, spendete ihm am 28. September desselben Jahres die Bischofsweihe; Mitkonsekratoren waren Nicola Agnozzi OFMConv, Altbischof von Ndola, und Medardo Joseph Mazombwe, Bischof von Chipata.